# Symptothermale Methode

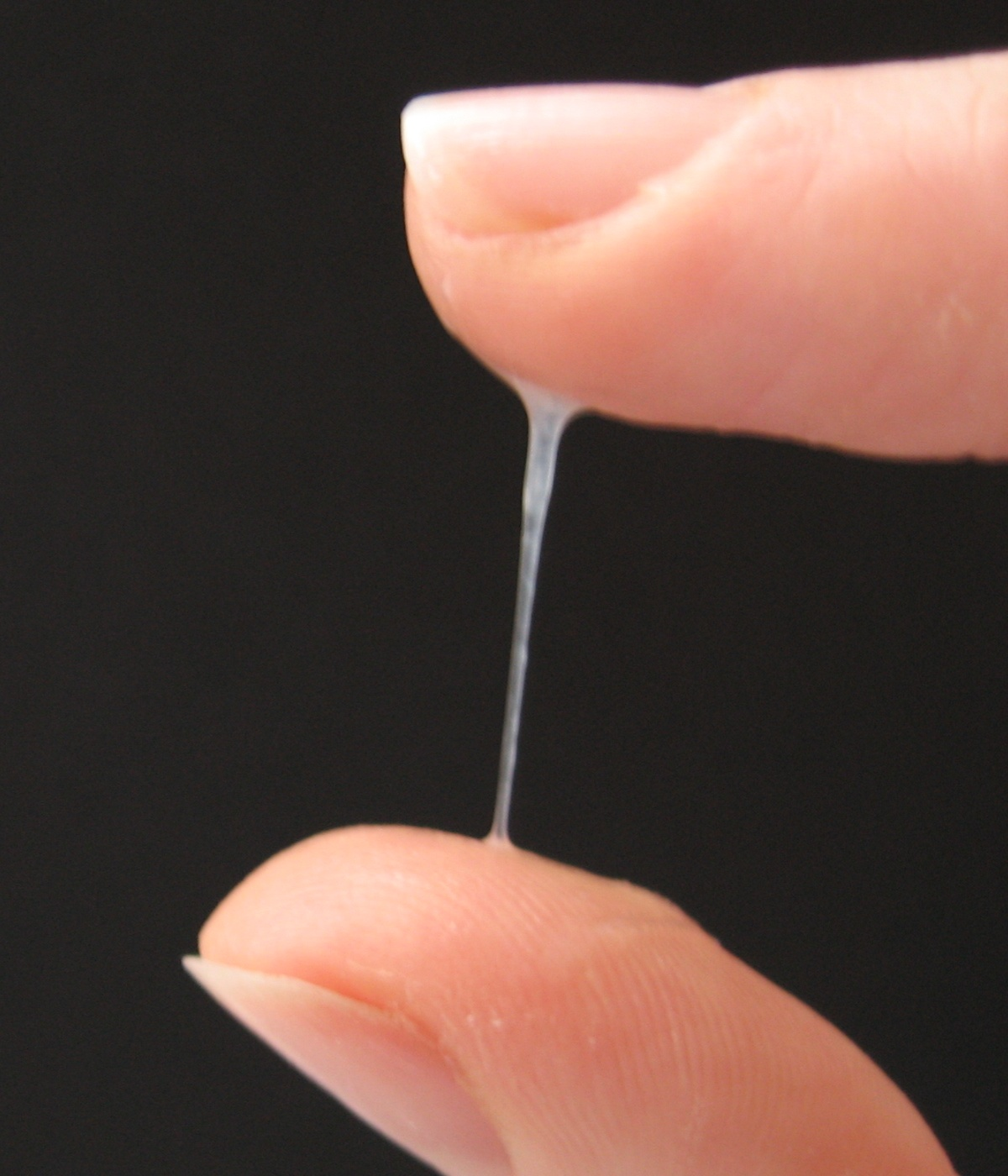
Fadenziehender Schleim

Die symptothermale Methode ist eine zur Empfängnisverhütung angewandte Methode der natürlichen Familienplanung, die auf der Bestimmung der fruchtbaren Tage des weiblichen Menstruationszyklus beruht. Dabei werden zyklische Schwankungen der Basaltemperatur und die Veränderung des Zervikalschleims oder des Gebärmutterhalses ausgewertet. Die symptothermale Methode ist eine Kombination von Temperaturmethode und Billings-Methode.
Die Verhütungssicherheit der symptothermalen Methode liegt bei sexueller Enthaltsamkeit während der fruchtbaren Tage sehr hoch, bei der Methode nach Sensiplan mit einem Pearl-Index von 0,4. Mittels Software oder Verhütungscomputer kann die Protokollierung und Interpretation der Messergebnisse unterstützt werden.
Die symptothermale Methode ist umgekehrt auch geeignet, im Falle eines Kinderwunsches die fruchtbaren Tage zu bestimmen und die Wahrscheinlichkeit einer Empfängnis zu maximieren.

## Erklärung der Methodik

Schematische Darstellung des Ovarialzyklus. Die Lutealphase dauert ca. 12–16 Tage, während die Dauer der Follikelphase größeren Schwankungen unterliegt. Der Eisprung findet daher nur bei typischen Zykluslängen von 26–32 Tagen etwa in der Mitte des Zyklus statt.

Ungefähr zwölf bis sechzehn Tage vor dem Einsetzen der Menstruationsblutung erfolgt der Eisprung (Ovulation), bei dem eine Eizelle in den Eileiter übergeht und für ungefähr sechs bis zwölf Stunden befruchtungsfähig ist. Erfolgt in dieser Zeit keine Verschmelzung mit einem Spermium, so stirbt die Eizelle ab und es kommt in diesem Zyklus nicht zu einer Schwangerschaft. Spermien können in der Gebärmutter und dem Gebärmutterhals im Allgemeinen bis zu drei Tage, in Ausnahmefällen auch bis zu fünf Tage, befruchtungsfähig bleiben. Daher kann eine Befruchtung nur in der Zeit bis zu fünf Tage vor und zwölf Stunden nach dem Eisprung eintreten. Das Ziel der symptothermalen Methode ist es, das kurze Zeitfenster der Fruchtbarkeit, das sich aus der Überlebensdauer der Spermien und der Eizelle ergibt, möglichst genau zu bestimmen.
Die Basaltemperatur schwankt in Abhängigkeit vom Menstruationszyklus und steigt durch Progesteronwirkung kurz nach dem Eisprung um einige Zehntel Grad an (siehe Grafik). Der Temperaturanstieg teilt den Zyklus in eine Tieflage, die etwa der Follikelphase entspricht, und eine Hochlage, die etwa der Lutealphase entspricht.
Bei ausschließlicher Anwendung der Temperaturmethode werden hohe Anforderungen an die Art und Weise der Auswertung der Messergebnisse gestellt. Bei der symptothermalen Methode sind diese Anforderungen etwas geringer, da sie durch ein weiteres Körperzeichen, den Zervikalschleim oder den Gebärmutterhals, abgesichert wird.
Wie bei der Billings-Methode dient die Beschaffenheit des Zervikalschleims zur Bestimmung des nahenden Eisprungs. Der Muttermund sondert Schleim ab, der im Laufe des Zyklus charakteristischen Veränderungen unterliegt: Zervikalschleim ist in der ersten Zyklushälfte zähflüssig, cremig, klebrig, von pappiger Konsistenz – man spricht hier auch von Zervixschleim minderwertiger oder geringer Qualität. Ein Schleimpfropf kann als natürliche Barriere den Muttermund verschließen. Bei hohem Östrogenspiegel wird er dagegen dünnflüssig, (glas)klar und ggf. fadenziehend – es handelt sich dann um Zervixschleim der besten Qualität. In der zweiten Phase des Menstruationszyklus ist die Spinnbarkeit unter dem Einfluss von Progesteron wieder vermindert. Der Verlauf im Zyklus unterscheidet sich von Frau zu Frau, und nicht immer werden die charakteristischen Veränderungen des Zervikalschleims beobachtet.
Bereitet die Zuordnung des Zervikalschleims Schwierigkeiten, so kann die Frau stattdessen auf die Beobachtung des Muttermundes zurückgreifen. Er ist um den Zeitpunkt des Eisprungs herum wegen des hohen Östrogenspiegels weich, leicht geöffnet und steht hoch in der Scheide. In der zweiten Zyklusphase ist er hart, geschlossen und tiefstehend. Manche Verhütungscomputer ergänzen die Messung von Temperatur und Zervikalschleim an etwa vier bis acht Tagen des Zyklus um die Bestimmung des FSH oder LH-Peaks durch Teststreifen zur Bestimmung von Hormonen im Morgenurin.
Wenn sicher festgestellt werden kann, dass der Eisprung erfolgt ist, ist die zweite Zyklusphase unfruchtbar. Je nach Länge der Lutealphase, die zwischen zehn und sechzehn Tagen liegt, sind auch bei sehr unregelmäßigen Zyklen acht bis dreizehn Tage unfruchtbar. Die Zeit vor dem Eisprung ist grundsätzlich als potentiell fruchtbar anzunehmen. Es gibt jedoch eine weitere unfruchtbare Phase am Zyklusanfang, die weit vor dem Eisprung liegt. Sie wird durch das Östrogenzeichen in Kombination mit Elementen der Kalendermethode bestimmt. Bei unregelmäßigen oder kurzen Zyklen führen die Regeln dazu, dass am Zyklusanfang keine unfruchtbare Phase angenommen werden darf. Bei regelmäßigen Zyklen mit mindestens 27 Tagen Länge ist die unfruchtbare Zeit oft fünf bis zehn Tage lang. Für sehr lange oder unregelmäßige Zyklen während der Stillzeit und der Wechseljahre existieren angepasste Regeln.
Die Temperaturauswertung kann durch Infektionen, Alkoholkonsum, Stress, Jetlag, Schlafmangel oder Schichtarbeit erschwert werden. Das Ergebnis der Zervikalschleimbeobachtung kann durch Medikamente verfälscht werden. Die Anwenderin kann jedoch lernen, diese Störfaktoren zu beurteilen. Sie machen die Methode nicht unsicherer, verringern aber die Anzahl der Tage, die als unfruchtbar angenommen werden können.

## Übersicht über verschiedene symptothermale Methoden
Den symptothermalen Methoden ging die Entwicklung der Knaus-Ogino- oder Kalendermethode, Billings-Methode und der Temperaturmethode voraus. 1965 publizierte Rötzer die erste symptothermale Methode. 1973 folgte eine weitere Methode von Thyma. Im selben Zeitraum kombinierten verschiedene Autoren Elemente der Billings-, Temperatur- und Kalendermethode. Heute existieren in verschiedenen Ländern eine Vielzahl von symptothermalen Methoden, deren Anwendungsregeln sich in Details unterscheiden und deren Verhütungssicherheit unterschiedlich gut untersucht ist.
Im deutschsprachigen Raum sind die Methodenregeln nach sensiplan, Rötzer, Weschler und Nofziger verbreitet. Sie werden seit einiger Zeit von Verhütungscomputern und Auswertungssoftware für den PC oder Smartphones ergänzt, die teilweise eigenen und unbekannten Regelwerken folgen.
Die Methodenregeln unterscheiden sich bei der Temperaturauswertung und der Zervikalschleimauswertung. Sie geben unterschiedliche Anweisungen zur Temperaturmessung hinsichtlich Messdauer und Zeitpunkt. Bei der Temperaturauswertung gibt es Unterschiede, auf welcher Höhe eine Hilfslinie gezogen wird, teilweise gelten die letzten sechs Messungen oder die letzten sechs Tage als Referenzwerte. Die unterschiedlichen Namen für die Hilfslinie (Coverline, Basislinie etc.) stehen dabei auch als Markenzeichen für die unterschiedlichen Regelwerke. Insbesondere ob und unter welchen Voraussetzungen einzelne Messwerte der Tieflage bei der Auswertung ignoriert werden dürfen, unterscheidet sich je nach Regelwerk. Auch die Anzahl und Lage der höheren Messwerte bis zum Abschluss der Auswertung unterscheiden sich.
Beim Zervikalschleim unterscheidet sich vor allem die Einteilung in verschiedene Kategorien. Die einzelnen Methoden haben eine unterschiedliche Anzahl an Kategorien (meist vier oder fünf) und nicht immer werden einzelne Eigenschaften übereinstimmend hohen oder niedrigen Kategorien zugeordnet. Übereinstimmend zählt Zervikalschleim wie rohes Eiklar (durchsichtig und dehnbar) in allen Regelwerken zur besten Schleimkategorie und Zervikalschleim, dessen Farbe und Konsistenz an Niveacreme erinnert, zu einer niedrigeren Kategorie. Bei anderen Beobachtungen gibt es jedoch widersprüchliche Einteilungen. Wässrig-flüssiger Zervikalschleim, beispielsweise wie etwas angedickte Milch oder sehr flüssige Sonnencreme, zählt bei NGK und TCOYF zur niedrigeren Schleimkategorie, während bei sensiplan, sympto und Rötzer flüssiger Zervikalschleim immer zur höchsten Kategorie zählt. Eine rinnende Empfindung im Scheideninneren gehört bei Rötzer zur sehr niedrigen Kategorie f, bei sensiplan hingegen zählt eine rinnende Empfindung am Scheideneingang zur höchsten Kategorie S+ und bei NGK zur zweithöchsten Kategorie „feucht“. Schmierblutungen zählen bei sensiplan zur höchsten Zervikalschleimkategorie, werden bei sympto und NGK hingegen ignoriert. Auch die Beobachtungsformen unterscheiden sich. Schleim in der Unterwäsche oder das Empfinden im Inneren der Vagina wird nicht in allen Methoden in die Auswertung mit einbezogen.
Einige Methoden haben einen starken medizinisch-wissenschaftlichen Hintergrund, andere haben sich aus feministischen oder ökologisch bis esoterischen Kreisen oder mit dem Ziel der Vermarktung eines Verhütungscomputers entwickelt. Nicht zu allen Regelwerken existieren eigene Studien zur Verhütungssicherheit. Die existierenden Studien werden aber oft auch als Argument für die Sicherheit anderer Methoden herangezogen.

### Sensiplan

Typischer Verlauf der Basaltemperatur und wichtige Kenngrößen der symptothermalen Methode, ausgewertet nach den Regeln von sensiplan

Sensiplan wurde ab 1981 an der Heinrich-Heine-Universität Düsseldorf entwickelt und seit 1987 durch die Arbeitsgruppe NFP der Malteser unter Kontrolle des damaligen Bundesministerium für Jugend, Familie, Frauen und Gesundheit durch Kurse oder das Buch Natürlich und Sicher gelehrt. Heute liegt die wissenschaftliche Betreuung an der Ruprecht-Karls-Universität Heidelberg. Ursprünglich hieß die Methode Natürliche Familienplanung, die Malteser ließen den Markennamen sensiplan für ihre Methode schützen, der seit 2010 verwendet wird. Es gibt gezielte Versuche, die Methode unter den niedergelassenen Gynäkologen bekannter zu machen.
In einer Studie wurde mit zwei Schwangerschaften in 6.022 Zyklen, in denen die Paare enthaltsam waren, ein Pearl-Index von 0,4 ermittelt. Weitere zwei Schwangerschaften traten in 4375 Zyklen, in denen Barrieremethoden verwendet wurden (Pearl-Index 0,6), auf. Nach Anpassung der Regeln für das Ende der unfruchtbaren Zeit am Zyklusanfang wurden nun drei Schwangerschaften in 7866 Zyklen mit Enthaltsamkeit (Pearl-Index 0,5) und eine Schwangerschaft in 2917 Zyklen mit Barrieremethoden (Pearl-Index 0,4) ermittelt. Die Anwendungssicherheit, die auch eine fehlerhafte Anwendung beinhaltet, lag mit 15 Schwangerschaften in 12386 Zyklen bei einem Pearl-Index von 1,6.
Nach dem Regelwerk sensiplan bieten die Websoftware und Smartphone-App MyNFP, entwickelt von Christian Korscheck, sowie die Smartphone-App Lady Cycle eine automatische Auswertung der Zyklen an.
 Methodenregeln (verkürzt): 
Die Temperaturmessung dauert drei Minuten und erfolgt vor dem Aufstehen, bei Unterbrechung des Nachtschlafs muss die Frau vor der Messung mindestens eine Stunde geruht haben. Erhöhte Messwerte dürfen nur dann ignoriert werden, wenn sie sowohl aus dem Tieflagenniveau herausragen als auch durch einen bekannten Störfaktor erklärt werden können. Die Regelungen sind bei sensiplan genauer und strenger als bei den anderen Regelwerken. Messlücken sind in beliebiger Anzahl möglich. Die Hilfslinie wird durch den höchsten der letzten sechs ungeklammerten Messwerte gezogen. Die Temperaturauswertung ist am Abend des dritten Tages abgeschlossen, wenn alle drei Messwerte über der Hilfslinie liegen, der dritte davon mindestens 0,2 °C über der Hilfslinie. Es existieren zwei Ausnahmeregeln für einen langsameren Temperaturanstieg.
Es existieren fünf Zervikalschleimkategorien (t, Ø, f, S, S+) sowie eine weitere Kategorie für Frauen, bei denen die Einteilung in S und S+ zu grob ist. In die Beobachtung fließen der sichtbare Schleim am Scheideneingang, das Tastgefühl am Scheideneingang und das Empfinden am Scheideneingang ein. Die Auswertung ist am Abend des dritten Tages nach dem Umschwung auf eine schlechtere Schleimqualität abgeschlossen.
Ein neuer Zyklus wird bei jeder Blutung in normaler Menstruationsstärke begonnen. Eine unfruchtbare Zeit am Zyklusanfang existiert nur, wenn im vorherigen Zyklus ein Eisprung stattgefunden hat. Sie endet, wenn erstmals Zervikalschleim mindestens der Kategorie f beobachtet wird, spätestens aber acht Tage vor dem ersten Tag erhöhter Temperatur in den vergangenen Zyklen (Grafik: Tag 15). Sind keine Werte von mindestens zwölf Zyklen verfügbar, wird hilfsweise der fünfte Zyklustag angenommen. Besondere Regeln bei der Einschätzung gelten nach dem Absetzen hormoneller Verhütungsmittel, einer Schwangerschaft oder aber wenn schon zuvor ein Menstruationskalender geführt wurde.

### Natürliche Empfängnisregelung (NER) nach Rötzer

Typischer Verlauf der Basaltemperatur und wichtige Kenngrößen der symptothermalen Methode, ausgewertet nach den Regeln der natürlichen Empfängnisregelung

Der österreichische Arzt Josef Rötzer entwickelte ab 1951, finanziert von der Österreichischen Bischofskonferenz, die natürliche Empfängnisregelung. Er war der Erste, der Zervixschleim und Temperatur miteinander kombinierte. Diese Methode wurde im Buch Kinderzahl und Liebesehe erstmals veröffentlicht. Dieses Buch wurde immer weiter entwickelt und heißt inzwischen nur noch Natürliche Empfängnisregelung. Die Methode wird heute durch das 1986 gegründete Institut für Natürliche Empfängnisregelung (INER) gelehrt.
In einer Studie traten zwei Schwangerschaften in 3542 Zyklen auf (Pearl-Index 0,7). Bei erweiterter unfruchtbarer Zeit am Zyklusanfang inklusive Anwenderfehler wird ein Pearl-Index von 0,9, ermittelt aus über 30.000 Zyklen, angegeben. Bei Beschränkung auf die 6-Tage-Regel wird weniger als eine Schwangerschaft auf 6.000 Zyklen (Pearl-Index 0,2) angegeben. In über 200.000 Zyklen trat keine einzige Schwangerschaft in der unfruchtbaren Zeit der zweiten Zyklusphase auf (Pearl-Index 0).
 Methodenregeln (verkürzt): 
Die Temperaturmessung dauert fünf Minuten und erfolgt morgens nach mindestens sechs Stunden Schlaf. Erhöhte Werte dürfen ausgeklammert werden. Die Basislinie wird durch den höchsten der letzten sechs (oder weniger, wenn sich geklammerte darunter finden) Messwerte bis einschließlich zum Tag des Schleimhöhepunkts gezogen. Die Temperaturauswertung ist am Abend des Tages abgeschlossen, an dem drei aufeinanderfolgende Messwerte über der Hilfslinie liegen, der dritte davon mindestens 0,2 °C über der Hilfslinie. Es existieren zwei Ausnahmeregeln für einen langsameren Temperaturanstieg und eine Sonderregel für einen Temperaturanstieg vor dem Schleimhöhepunkt.
Es existieren vier Zervikalschleimkategorien (t, Ø, f, S), wobei S zusätzlich durch Kürzel in zwei Kategorien (w, mi, cr, kl, g, gbl) und (EW, gl, fl, ns) unterteilt wird. In die Beobachtung fließen der sichtbare Schleim am Scheideneingang, das Tastgefühl am Scheideneingang und das Empfinden am Scheideneingang und im Scheideninneren ein. Da die Temperaturauswertung in Abhängigkeit vom Schleimhöhepunkt (Umschwung in eine schlechtere Kategorie) erfolgt ist, entfällt eine unabhängige Schleimauswertung.
Ein neuer Zyklus wird nur bei einer Menstruation, die einem Eisprung folgt, begonnen. Die ersten sechs Tage des Zyklus gelten als unfruchtbar, sofern kein Zervikalschleim beobachtet wird. Frauen, die zur sogenannten Feinempfindung im Scheideninneren (Zervikalschleimkategorie f) fähig sind, können diese Zeit bis zum ersten Empfinden von f verlängern.

### Taking Charge of Your Fertility (TCOYF) nach Weschler

Typischer Verlauf der Basaltemperatur und wichtige Kenngrößen der symptothermalen Methode, ausgewertet nach den Regeln von TCOYF

Toni Weschler, MPH, lehrt seit 1982 Fruchtbarkeitswahrnehmung und hat das Buch Taking Charge of your Fertility geschrieben. Es orientiert sich an bereits existierenden Methodenregeln, wandelt diese jedoch ab. Wegen der vielfältigen Informationen zu Frauengesundheit und Fruchtbarkeit ist dieses amerikanische Buch auch im deutschen Sprachraum verbreitet. Eine eigene Sicherheitsstudie existiert nicht.
 Methodenregeln (verkürzt): 
Die Temperaturmessung mit digitalen Thermometern dauert 60 bis 90 Sekunden und erfolgt vor dem Aufstehen. Eine Coverline wird 0,05 °C über dem höchsten, der letzten sechs Tieflagenwerte gezogen. Ein einzelner höherer Temperaturwert darf ignoriert werden. Die Temperaturauswertung ist am Abend des Tages abgeschlossen, an dem drei aufeinander folgende Werte über der Coverline liegen. Es gibt eine strengere Regel in der Anwendung, um höhere Sicherheit zu haben (mindestens einer der drei Werte muss 0,2 °C über der Coverline liegen) und eine für einen langsamen Anstieg.
Es gibt vier Zervikalschleimkategorien (trocken, zähflüssig, cremig, eiklar). In die Beobachtung fließen der sichtbare Schleim am Scheideneingang, das Tastgefühl am Scheideneingang und das Empfinden am Scheideneingang und Flecken in der Unterwäsche ein. Die Auswertung am Abend des vierten Tages nach dem Umschwung auf eine schlechtere Schleimqualität abgeschlossen.
Ein neuer Zyklus beginnt man bei jeder Blutung in normaler Menstruationsstärke. Eine unfruchtbare Zeit am Zyklusanfang gibt es nur, wenn im vorherigen Zyklus ein Eisprung stattgefunden hat. Die ersten fünf Zyklustage gelten als unfruchtbar, sofern es im vorherigen Zyklus einen Eisprung gab. Darüber hinaus kann die Frau Unfruchtbarkeit annehmen, solange sie keinen Zervikalschleim beobachtet.

### Natürliche Geburtenkontrolle (NGK) nach Nofziger

Typischer Verlauf der Basaltemperatur und wichtige Kenngrößen der symptothermalen Methode, ausgewertet nach den Regeln der Natürlichen Geburtenkontrolle

Die US-Amerikanerin Margaret Nofziger, eine der Ehefrauen von Stephen Gaskin, der 1997 die Großkommune „die Farm“ in Tennessee gründete, schrieb 1976 das Buch A cooperative method of natural birth control um Frauen eine natürliche und spirituelle Verhütungsmethode an die Hand zu geben. Sie war vor allem in Hippie-Kreisen verbreitet. Die Methode orientiert sich an bereits existierenden Methodenregeln, wandelt diese jedoch ab. Eine eigene Sicherheitsstudie existiert nicht.
 Methodenregeln (verkürzt): 
Die Temperaturmessung erfolgt nach mindestens drei Stunden Schlaf dem Aufwachen. Die Temperaturauswertung ist am Morgen des Tages abgeschlossen, an dem drei aufeinander folgende Tage die Temperatur 0,2 °C über den letzten sechs Tieflagenwerten liegt. Einer der sechs Werte darf auch ohne bekannten Störfaktor ignoriert werden. Für erhöhte Sicherheit, kann weitere 12 Stunden Fruchtbarkeit angenommen werden.
Es existieren vier Zervikalschleimkategorien (trocken, früh, feucht, spinnbar). In die Beobachtung fließen der sichtbare Schleim am Scheideneingang, das Tastgefühl am Scheideneingang und das Empfinden am Scheideneingang und im Inneren der Scheide, sowie Flecken in der Unterwäsche ein. Die Auswertung am Abend des vierten trockenen Tages abgeschlossen.
Der letzte unfruchtbare Tag am Beginn eines Zyklus berechnet sich aus dem kürzesten bisherigen Zyklus Minus 21. In den ersten sechs Monaten gilt hilfsweise der fünfte Zyklustag. Bis dahin gilt die Frau als unfruchtbar, sofern sie keinen Zervikalschleim beobachtet. Nachdem sie erstmals Zervikalschleim beobachtet hat, gilt sie in dieser Phase erneut ab dem Abend des vierten trockenen Tages als unfruchtbar.

### Sympto (Internetsoftware und Smartphone-App)

Typischer Verlauf der Basaltemperatur und wichtige Kenngrößen der symptothermalen Methode, ausgewertet nach den Regeln von Sympto

Sympto, entwickelt von der schweizerischen Fondation SymptoTherm, ist eine Internetsoftware, ist auch als Smartphone App erhältlich und wertet die Kurven automatisch aus. Zusätzlich ermöglicht die ausführliche Darstellung des verwendeten Regelwerks, das auf sensiplan, Rötzer und Huneger basiert, auch eine eigenständige Auswertung. Die Software fordert die Frau nur an wenigen Tagen im Zyklus auf, die Temperatur zu messen und fragt außerdem das Ziel der Zyklusbeobachtung (Kinderwunsch, Verhütung, Beobachtung) ab.
 Methodenregeln (verkürzt): 
Es existieren drei Kategorien der Empfindung im Scheideninneren und des Tastgefühls am Scheideneingang (T, F, G) sowie drei Kategorien sichtbaren Zervikalschleims (E, sE, gE). Sie werden zu vier Zervikalschleimkategorien zusammengefasst. Der Tag vor dem Umschwung auf eine schlechtere Kategorie wird als Höhepunktstag bezeichnet.
Die Basislinie wird durch den höchsten Messwert der letzten sechs Tieflagentage gezogen. Dabei darf die Messung an zwei der sechs Tage fehlen oder ausgeklammert werden. Die Auswertung ist am Abend des vierten Tages nach dem Höhepunktstag abgeschlossen, wenn bis dahin drei Temperaturwerte über der Hilfslinie liegen. Sollte bereits der dritte Wert 0,2 °C über der Hilfslinie liegen, ist die Temperaturauswertung früher abgeschlossen.
Zusätzlich existiert eine Sonderregel bei fehlender Zervikalschleimbeobachtung oder fehlendem oder zu weit vom Temperaturanstieg entfernt liegendem Höhepunktstag. Auch ein Betrieb im Billingsmodus ohne Temperaturmessung ist möglich.
Ein neuer Zyklus beginnt nur bei einer Menstruationsblutung nach einem Eisprung. Der erste fruchtbare Tag am Zyklusanfang ist der Döring-Rötzer-Stichtag, sieben Tage vor dem frühsten Temperaturanstieg der vergangenen Zyklen, sofern bis dahin kein Zervikalschleim beobachtet wurde.

### cyclotest 2 plus (Verhütungscomputer)
Der Verhütungscomputer der Uebe Medical erlaubt neben einer reinen Temperaturmethode auch die symptothermale Verwendung in Kombination mit dem Zervikalschleim oder LH-Tests. Cyclotest 2 plus erfordert die Temperaturmessung nach mindestens fünf Stunden Schlaf in einem Zeitfenster von vier Stunden. Die Messdauer beträgt 60 bis 90 Sekunden. Durch Fieber erhöhte Werte werden ignoriert, ein weiterer Umgang mit Störfaktoren findet nicht statt. Die Zervikalschleimbeobachtung ist im Vergleich zu anderen Methoden reduziert; lediglich das Auftreten spinnbaren Zervikalschleims wird in den Zykluscomputer eingetragen. Der Hersteller gibt genaue Auswertungsroutine nicht an. Eine eigene Sicherheitsstudie existiert nicht; der Pearl-Index für die Verwendung im Rahmen der reinen Temperaturmethode wird vom Hersteller mit 3 angegeben, bei der symptothermalen Verwendung mit Pearl-Index 1. In einer Studie an 15 Zyklen gab der Cyclotest 2 plus 1,7 % der Tage fälschlich als unfruchtbar und 22,7 % der Tage als fälschlich fruchtbar an.

## Sicherheit der symptothermalen Methode
Wie bei allen Verhütungsmethoden, die Verlässlichkeit bei der Anwendung voraussetzen, weichen die mögliche Sicherheit der Methode bei fehlerfreier und konsequenter Anwendung und die tatsächliche Schwangerschaftsrate voneinander ab.
Die Sicherheit bei der zuverlässigen Anwendung der symptothermalen Methode ist mit einem Pearl-Index von bis zu 0,4 sehr hoch. Die weitaus überwiegende Mehrzahl ungewollter Schwangerschaften bei Anwendung der symptothermalen Methode ergibt sich aus Geschlechtsverkehr während der fruchtbaren Zeit, ohne dass eine zusätzliche Verhütungsmethode angewandt wurde, oder durch das Versagen des alternativ in der fruchtbaren Zeit angewendeten Verhütungsmittels.

## Akzeptanz, Vor- und Nachteile
Die symptothermale Methode ist nicht-invasiv, sie beeinflusst den Hormonhaushalt nicht, bringt keine gesundheitlichen Risiken mit sich und verursacht außer dem Anschaffungspreis für ein Thermometer keine weiteren Kosten. Zur Messung kann sowohl ein Fieberthermometer als auch ein Basalthermometer verwendet werden, das sich aber nur durch eine größere Skala und damit leichtere Ablesbarkeit von einem gewöhnlichen Fieberthermometer unterscheidet. Wichtig ist, dass das Thermometer zwei Stellen nach dem Komma anzeigt. Die Anwendung der symptothermalen Methode ist nicht feststellbar, erfordert weder die Konsultation eines Arztes noch die etwaige Zustimmung der Eltern. Zudem wird es durch die regelmäßige Beobachtung des eigenen Körpers möglich, Einblick in das Funktionieren des eigenen Zyklus zu gewinnen. Bei späterem Kinderwunsch lässt sich die gleiche Methodik außerdem zur Optimierung der Empfängnischancen einsetzen und ermöglicht auch das frühzeitige Erkennen einer Schwangerschaft in Form einer dauerhaften Erhöhung der Basaltemperatur zu Beginn der Schwangerschaft.
Die symptothermale Methode erfordert einen gewissen Lernaufwand und die Bereitschaft, sich täglich mit dem eigenen Körper zu beschäftigen. Die Methode ist ungeeignet für Frauen, bei denen der Partner die Entscheidung für diese Methode nicht mitträgt.
Einige Studien haben eine gesteigerte Libido von Frauen, deren natürlicher hormoneller Zyklus nicht durch die Einnahme hormoneller Verhütungsmittel unterdrückt wird, in der fruchtbaren Zeit kurz vor dem Eisprung festgestellt. Das wird durch evolutive Optimierung erklärt, konnte aber nicht in allen Studien nachgewiesen werden. In den Tagen vor dem LH-Peak und am Tag des LH-Peaks selbst ging die sexuelle Aktivität stärker von den Frauen aus. Auch die Koitusfrequenz steigt in der Follikelphase an, durchläuft am Tage des Eisprungs ein Maximum und fällt anschließend abrupt ab. Andere Studien stellten keine Zyklusabhängigkeit fest. Objektive Parameter der sexuellen Erregbarkeit waren über den Menstruationszyklus konstant. Andere Studien zeigen, dass äußere Einflusse teilweise einen größeren Einfluss als der Menstruationszyklus haben. Paare gehen mit der fruchtbaren Zeit sehr unterschiedlich um, in einer Studie waren 34 % abstinent, 25 % verwendeten Barrieremethoden, 13 % hatten ungeschützten Geschlechtsverkehr (häufig beschränkt auf den Beginn der fruchtbaren Zeit, wo eine geringere Empfängniswahrscheinlichkeit gegeben ist), 7 % geschützten und ungeschützten Geschlechtsverkehr, 6 % Genitalkontakt oder Coitus interruptus. Der Pearl-Index bei Verwendung von Barrieremethoden war dabei nicht signifikant schlechter als der Pearl-Index bei Paaren, die abstinent waren.